# 3M
L'empresa 3M, anteriorment coneguda com a Minnesota Mining and Manufacturing Company, és una corporació multinacional estatunidenca que opera en els camps de la indústria, l'assistència sanitària i els béns de consum.
L'empresa produeix una varietat de productes, inclosos adhesius, abrasius, laminats, mitjans passius de protecció contra incendis, equips de protecció personal, films de finestres, films de protecció contra la pintura, productes dentals i d'ortodòncia, materials electrònics, productes mèdics, productes de cura d'automòbils, circuits electrònics, programari d'assistència sanitària i pel·lícules òptiques.
La seva seu es troba a Maplewood, Minnesota, un suburbi de St. Paul, Minnesota.
L'any 2017 3M va assolir 31.700 milions de dòlars en vendes totals, i la companyia va obtenir el lloc 97 en la llista Fortune 500 de 2018 de les majors corporacions dels Estats Units per ingressos totals. L'empresa compta amb 91.000 empleats i opera a més de 70 països.